# Mauro Campagnoli
Mauro Campagnoli (Turim, 1975), é um antropólogo, etnomusicólogo e compositor italiano. Conduz trabalhos de campo na África equatorial sobre diversos grupos pigmeus (em especial entre os Pigmeus Baka, onde também participou do seu rito de iniciação masculina).